# Lutz Schall
Ernst Ludwig „Lutz“ Schall (* 22. Juli 1894 in Ulm; † 17. Oktober 1978 in München) war ein deutscher Kinderarzt.

## Leben

### Familie und Ausbildung
Der evangelisch getaufte, gebürtige Ulmer Lutz Schall, Urenkel des Chemikers und Begründers der deutschen Zementindustrie Dr. Gustav Leube, Sohn des Obergerichtsrats Carl Schall und dessen Ehegattin Elisabeth geborene Leube, legte sein Abitur am humanistischen Gymnasium seiner Heimatstadt ab. Anschließend studierte er Medizin an der Ludwig-Maximilians-Universität München und der Eberhard Karls Universität Tübingen. Seit dem Wintersemester 1912/13 war er Mitglied der Burschenschaft Germania Tübingen. In Tübingen erfolgte das Staatsexamen April 1918, die Approbation Oktober 1918 und die Promotion zum Dr. med. 1919.
Lutz Schall heiratete 1920 Gustave Carstens. Dieser Verbindung entstammten fünf Kinder. Er starb im Herbst 1978 im Alter von 84 Jahren in München.

### Beruflicher Werdegang
Nachdem Lutz Schall während seiner Assistenzarztzeit die Facharztausbildung zum Kinderarzt abgeschlossen hatte, wurde er im Jahre 1924 zum Chefarzt an der Kinderabteilung des Landeskrankenhauses in Homburg bestellt. Lutz Schall habilitierte sich 1936 für das Fach Kinderheilkunde an der Universität Köln. 1940 folgte Lutz Schall dem Ruf auf die Direktorenstelle an der Städtischen Kinderklinik in Bremen, der damals mit Leipzig größten Kinderklinik Deutschlands. 1945 schied er nach Rückberufung des 1934 aus rassistischen Gründen entlassenen früheren Direktors, Prof. Hess, aus dieser Tätigkeit aus und ließ sich als Kinderarzt in Bremen nieder. 1951 wurde ihm die Leitung der neu erstellten Kinderklinik Bremen-Blumenthal (Bremen-Nord) übertragen. 1955 - nach Eintritt des Ruhestands von Prof. Hess - übernahm er wieder die Leitung der Bremer Kinderklinik. 1959 erhielt er eine Honorarprofessur für Kinderheilkunde an der Universität Hamburg. 1961 ging er in den Ruhestand.
Der ausgewiesene Experte auf dem Gebiet Pädiatrische Radiologie, der zeitweise den Vorsitz des Naturwissenschaftlichen Vereins zu Bremen führte, wurde  1964 mit der Ehrenmitgliedschaft der European Society of Pediatric Radiology (ESPR) und im Folgejahr mit jener der Deutschen Gesellschaft für Kinder- und Jugendmedizin ausgezeichnet. Darüber hinaus wurde er zum ersten Ehrenmitglied der Gesellschaft für Pädiatrische Radiologie GPR ernannt.

## Schriften (Auswahl)

### Bücher und Buchbeiträge
- W. Birk, L. Schall: Behandlung der Kinderkrankheiten mit Ultraviolett- und Röntgenstrahlen (= Strahlentherapie. Sonderband 17). Urban & Schwarzenberg, Berlin/Wien 1932.
- St. Engel, L. Schall: Handbuch der Röntgendiagnostik und -therapie im Kindesalter. Thieme, Leipzig 1933.

### Aufsätze
- L. Schall: Das Oesophagocardiogramm, seine Entwicklung und seine Deutung. Dissertation. Universität Tübingen, 1919, DNB 571506100.
- L. Schall, E. Willich: Das Paidoskop, ein Universalgerät für die Röntgenuntersuchung von Kindern jeden Alters. In: RoeFo. Band 99, 1963, S. 559–64.
- L. Schall, E. Willich: Zur Technik des Colon-Kontrasteinlaufes bei Säuglingen und Kleinkindern. In: Ann Pediatr. Band 204, 1965, S. 221–31.